# Begüm Dalgalar
Yasemin Begüm Dalgalar (Fatih, 8 giugno 1988) è un'ex cestista turca.

## Carriera
Con la Turchia ha disputato i Giochi olimpici di Londra 2012, i 2013 e i Campionati mondiali del 2014.